# Highway Encounter
Highway Encounter — компьютерная игра, разработанная Коста Панайи (Costa Panayi) и выпущенная компанией Vortex Software для ZX Spectrum 48K, Amstrad CPC, MSX и Commodore 64 в 1985 году. В игре используется изометрическая графика.
Версия для ZX Spectrum заняла 72-ю строчку в рейтинге CRASH Top 100 и 40-ю — в Your Sinclair Top 100.
В 1986 году автором было разработано и выпущено продолжение — Alien Highway.
Также в 1989 году вышла игра H.A.T.E. — Hostile All Terrain Encounter, также от Vortex Software и использующая очень похожую графику, но уже в жанре скролл-шутера.
В 1990 году Mark Haigh-Hutchinson разработал версию игры для Atari ST, но игра не была закончена и не была выпущена.

## Сюжет
Игра сочетает жанры стратегии и боевика. Целью игры является провести оружие «Lasertron» через длинное, ровное и прямое шоссе от его начала до вражеской базы «чужих» в конце шоссе. Путь разбит на 30 экранов, заполненных различного рода препятствиями и угрозами, мешающими пройти дальше или грозящими уничтожением.
Игрок управляет роботом «Vorton», и ещё четыре Vorton — дополнительные «жизни» игрока — постоянно толкают Lasertron вперёд перед собой. Как правило, стратегия игры заключается в том, чтобы пройти вперёд на несколько экранов и расчистить дорогу для этого кортежа. Для этого, на пути Lasertron устанавливается какое-либо препятствие. Если Lasertron оставлен в небезопасном месте, то вернувшись к нему игрок может обнаружить, что все его дополнительные жизни уже уничтожены «чужими». Когда дополнительные жизни потеряны, то Lasertron приходится толкать, используя последний оставшийся Vorton.